# Urbain Adam
Pour les articles homonymes, voir Adam (homonymie).
Urbain Joseph Alexandre Adam (25 mai 1815 Kaysersberg - 18 janvier 1881 Colmar) est un horloger de Colmar qui a installé de nombreuses horloges d'édifice, essentiellement dans le sud de l'Alsace vers 1840-1880. Il était un admirateur de Jean-Baptiste Schwilgué dont il s'est un peu inspiré.
D'après son propre compte, on peut estimer qu'Adam a installé environ 500 horloges, mais ce compte inclut peut-être des pendules, voire des montres. Il est difficile d'imaginer qu'Adam ait pu installer plus de 300 horloges d'édifice avant 1860, alors que celles que l'on connaît sont presque toutes postérieures à 1860. En tout cas, Adam ne semble avoir numéroté ses horloges d'édifice qu'à partir de 1860 environ. Adam a aussi construit plusieurs pendules avec des affichages astronomiques, mais ces pendules ne sont pour la plupart pas localisées. L'une d'elles se trouve dans le bureau du maire de Colmar. Les autres se trouvent probablement dans des collections privées.
Enfin, Adam a été co-inventeur d'un système d'entraînement de machine à coudre, composé d'éléments d'horlogerie.

## Éléments de biographie

### Famille
Urbain Joseph Alexandre Adam était fils de Joseph Adam, horloger (né vers 1771), et d'Antoinette Liethard.
Au moment de la levée de sa classe en 1836, il est domicilié à Colmar avec ses parents. Ayant tiré un bon numéro, il n'a pas fait son service militaire. Il exerce alors la profession d'horloger.
Le 8 juillet 1847 à Altkirch, il a épousé Caroline Stackler, fille du percepteur du secteur
d'Enschingen. Au moment du mariage, le père d'Adam habitait à Brumath dans le Bas-Rhin. Adam était encore affiché comme horloger en 1847. La veuve d'Adam est décédée le 15 novembre 1900 à Dijon.
Le couple a eu trois enfants, dont Léon Adam. 
- Léon (Léon Joseph Antoine) Adam est né le 16 juillet 1848 à Colmar[3] et il a secondé son père. Le 29 août 1882[4], il a épousé une habitante de Sainte-Marie-aux-Mines, Marie Justine Bihli. Celle-ci est décédée à Colmar le 23 mai 1883[5]. Léon Adam ne s'est pas remarié et a cessé d'exercer la profession d'horloger. Il est décédé à Vanves (Seine) le 30 janvier 1893.

L'acte de décès d'Adam (déclaré par son fils Léon) l'enregistre sous les prénoms Urbain Louis, mais il ne fait aucun doute qu'il s'agit bien du même.

### Carrière
Urbain Adam a commencé à être horloger, profession affichée dès 1836. Il semble ensuite avoir travaillé dans l'administration du chemin de fer, mais il l'a quittée à la suite de la fusion des chemins de fer d'Alsace avec les autres lignes de l'Est (d'après une lettre autographe d'Adam). Ceci pourrait situer la fin de cette phase vers 1853, voire avant.
C'est dans les années 1840 (et en tout cas après 1842), voire au début des années 1850, qu'il fonde un établissement d'horlogerie.
Citons un extrait des Nouveaux mémoires de la Société des sciences, agriculture et arts du Bas-Rhin, 1868, pages 21 et 22 :
« Mais qu'était-ce donc que ce M. Adam. M. Adam, Messieurs, était tout simplement ce qu'il est encore aujourd'hui, un horloger de Colmar estimé de ses concitoyens pour sa conscience et son habileté dans son art, et sans s'en douter, un des premiers mécaniciens de France. Seulement M. Adam avait deux grands défauts, au moins pour qui veut, comme c'est aujourd'hui l'ambition de tant de personnes, bombarder la fortune : il ne pouvait rien laisser échapper de ses mains qui ne fût parfait, et il ignorait complètement l'art de se faire valoir. On l'avait bien vu lorsqu'il avait été choisi pour exécuter la nouvelle horloge de l'église catholique de Colmar. Il avait sans bruit exécuté un chef-d'œuvre ; et lorsqu'il l'avait eu terminé, au lieu de sonner trompette autour, il l'avait laissé hisser et enfermer entre les quatre murs de la tour de Saint-Martin, où les choucas seuls, avec quelques rares connaisseurs, qui avaient eu vent, par hasard, de ce chef-d'œuvre, comme M. Rieder, de Mulhouse, par exemple, se donnaient la peine de l'aller voir de temps à autre.

Voilà ce qu'était M. Adam, un habile et honnête mécanicien, estimé, sans doute, mais loin encore d'être apprécié à sa valeur. »

## Horloges d'édifices

### Généralités

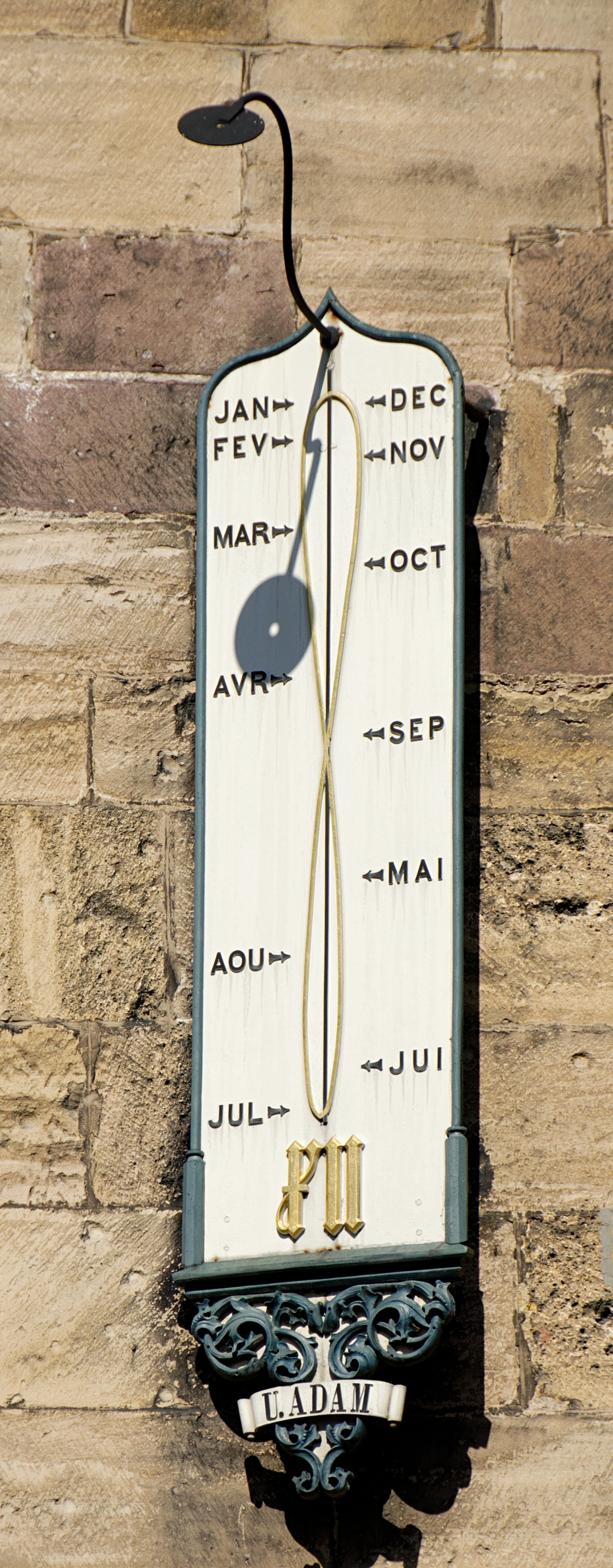
Méridienne de St Martin, Colmar

Certaines des horloges d'Adam sont exposées, c'est le cas par exemple de celles de
1. Algolsheim (1867) : horloge numéro 401, seul le rouage de mouvement est exposé en mairie (les autres sont-ils perdus ?)
2. Anjoutey (1870) : horloge numéro 427
3. Courtelevant (1861) : horloge numéro 345
4. Giromagny (1877) : exposée dans l'église (horloge numéro 482)
5. Helfrantzkirch (1872) : exposée en mairie (horloge numéro 430)
6. Kaysersberg (1866) : exposée dans l'église Sainte-Croix (horloge numéro 395)
7. Kientzheim (1867) : exposée en mairie (horloge numéro 400)
8. Neuve-Église (Bas-Rhin) : exposée en mairie
9. Thannenkirch (1865) : exposée en mairie (horloge numéro 386)
10. Uffheim (1860) : ancienne horloge de Hirsingue, puis d'Uffheim, exposée dans le hall d'entrée de la mairie d'Uffheim (horloge numéro 335)
11. Walbach (1868) : ancienne horloge de l'église, exposée en mairie (horloge numéro 415)

Parmi les horloges non exposées, les plus remarquables connues d'Adam sont celles de
1. Colmar (ca. 1844 ?) : Koifhus (non numérotée, en fonction en 2009, motorisée)
2. Rouffach (1859) : église (horloge en style monumental) (non numérotée)
3. Colmar (1866) : cathédrale Saint-Martin (horloge en style monumental) (non numérotée)

La construction des horloges Adam usuelles est telle que leur démontage est assez aisé.
Adam munissait aussi habituellement les églises où ses horloges étaient installées de méridiennes indiquant le midi moyen (courbe en huit, appelée analemme) aussi bien que le midi vrai (ligne verticale).
Dans les années 1880, ce qui restait de l'établissement Adam a été racheté par l'entreprise d'horlogerie Ungerer.

### Liste chronologique des horloges datées
Certaines des horloges de cette liste n'existent peut-être plus. Noter que l'ordre peut être légèrement incorrect pour les horloges dont les numéros de série ne sont pas (encore) connus.
1. Colmar (ca. 1844 ?) : Koifhus (non numérotée, motorisée, rouage de mouvement et de sonnerie des heures, construction atypique, encore en fonction en 2009)
2. Neuf-Brisach (1857) : église (détruite pendant la seconde guerre mondiale)
3. Raedersheim (1857) : église (existe encore en 2015)
4. Husseren-Wesserling (probablement vers 1857) : église (existe encore en 2014)
5. Kembs (1858) : église St Jean Baptiste (existe en 2014, avec méridienne)
6. Riquewihr (1859?) : église protestante (cette horloge a été reprise par Ungerer en 1925 pour 2 000 francs lors de l'installation de la nouvelle horloge Ungerer)
7. Gueberschwihr (1859) : horloge conservée dans les musées de Strasbourg (il y a encore une méridienne Adam)
8. Lutterbach (1859) : église Saint-Martin (cette horloge n'existe apparemment plus)
9. Rouffach (1859) : église (horloge en style monumental, non numérotée) (existe, voir l'article de Faust et Rieb) ; il reste aussi une méridienne[7], mais elle n'est pas d'origine et provient probablement d'un autre village
10. Zimmerbach (1859) : église (horloge restaurée en 1998 par Marcel Zippert, exposée en mairie)
11. Bennwihr (1860) : mairie (cette horloge n'existe plus et a probablement été détruite pendant les combats de 1944 de la poche de Colmar)
12. Katzenthal (1860) : église Saint-Nicolas (cette horloge n'existe plus et a probablement été détruite pendant les combats de 1944 de la poche de Colmar)
13. Uffheim/Hirsingue (1860) : horloge numéro 335, c'est l'horloge de Hirsingue qui a été acquise par Uffheim vers 1934 ; elle a fonctionné à Uffheim jusqu'en 1966 ; elle a été restaurée par des bénévoles et est exposée dans la mairie. À Hirsingue, il y a encore une méridienne Adam au presbytère[8](de plus, l'installation de l'horloge d'Oltingue mentionne celle d'Hirsingue, qui lui est donc antérieure)
14. Oltingue (1861) : horloge numéro 341, église Saint-Martin (existe, trois corps de rouages, automatisée en 1957[9]). Cette horloge faisait suite à une autre horloge installée en 1843.
15. Niedermorschwihr (1861) : horloge numéro 343, église Saint-Gall[10], l'horloge est encore dans le clocher en 2009 et en fonctionnement, le remontage a été motorisé par l'entreprise Ungerer, il y a deux rouages de sonnerie, et un échappement à chevilles, l'ancienne méridienne Adam est conservée en mairie)
16. Heimersdorf (1861) : église Saint-Pierre-Saint-Paul, horloge numéro 344 (avec méridienne)
17. Courtelevant (1861) : horloge numéro 345 (exposée, restaurée par Gérard Guilbaud) ; il reste aussi une méridienne[7]
18. Osenbach (1861) : église Saint-Étienne, horloge numéro 347 (existe encore en 2014)
19. Aubure (1862) : église (horloge vendue à un collectionneur, seule subsiste la méridienne, 2014)
20. Issenheim(1863) : église Saint André, horloge avec remontage automatique Ungerer (voir le Bulletin municipal numéro 15, juillet 1991, pages 20–21); il reste aussi une méridienne Adam à l'extérieur
21. Moosch : horloge numéro 365 (horloge de l'église, restaurée par l'entreprise Bodet, exposée en mairie); il reste aussi la méridienne Adam[7]
22. Andolsheim (1864) : église (existe, voir photographie dans le bulletin annuel de 2010, il n'y a plus de plaque ; une méridienne existe aussi[7])
23. Urschenheim (1865) : église Saint-Georges (horloge numéro 380)  (encore dans le clocher en 2014, non motorisée, avec méridienne)
24. Obermorschwihr (1865) horloge numéro 382 (horloge de l'église, restaurée par l'entreprise Voegelé, exposée en mairie, 2014)
25. Thannenkirch (1865) : horloge numéro 386 (horloge de l'église, exposée en mairie, 2009)
26. Colmar (1866) : cathédrale Saint-Martin (horloge en style monumental, avec méridienne) (existe)
27. Guémar (1866) :  horloge numéro 388 (église Saint-Léger) (exposée en mairie, 2013)
28. Heidolsheim (1866) : église (horloge numéro 390, existe encore en 2013)
29. Lautenbach (1866) : église (horloge numéro 391) (rouage de mouvement et trois rouages de sonnerie, encore dans le clocher en 2009, motorisée en 1980, plus en service depuis 1999) ; une méridienne Adam se trouve à l'extérieur
30. Kaysersberg (1866) : exposée dans l'église Sainte-Croix (horloge numéro 395)
31. Sainte-Croix-aux-Mines (1867): église (horloge numéro 397)
32. Brunstatt (1867) : église (horloge numéro 399)
33. Kientzheim (1867): exposée en mairie (horloge numéro 400) ; il reste aussi une méridienne[7]
34. Algolsheim (1867) : église (horloge numéro 401) (le rouage de mouvement est exposé en mairie[11] mais sans les rouages de sonnerie qui sont probablement restés dans le clocher ou ont été mis à la ferraille)
35. Bartenheim (1867) : église (horloge numéro 409, exposée en mairie)
36. Bartenheim (1867) : mairie (horloge numéro 410, stockée à l'écomusée d'Ungersheim)
37. Westhalten (1868) : horloge de l'église Saint-Blaise (non exposée et assortie d'une méridienne) (horloge numéro 412) (existe)
38. Weckolsheim (1868) : église paroissiale Saint-Sébastien (horloge numéro 413, exposée en mairie)
39. Bollwiller (1868) : église (n'existe plus, remplacée en 1934 par une horloge Ungerer)
40. Walbach (1868) : église Saint-Jacques-le-Majeur (horloge exposée en mairie) (horloge numéro 415)
41. Walbach (1868) : ancienne horloge de la mairie (en fonction jusque vers 2010) (horloge numéro 416)
42. Neuf-Brisach (1868) : mairie (horloge numéro 417)
43. Ohnenheim (1868) : église (cette horloge n'est plus dans le clocher, 2013)
44. Rimbach-près-Masevaux (1868) : église
45. Hochstatt (1869) : église
46. Oberhergheim (1869) : église (horloge numéro 422)
47. Anjoutey (1870) : horloge numéro 427 (exposée, restaurée par Gérard Guilbaud)
48. Sierentz (1871) : mairie (non numérotée, mais certainement 429, existe en 2014)
49. Delémont (Suisse) (1872) : horloge de l'hôtel de ville (cette horloge n'existe plus, 2013)
50. Helfrantzkirch (1872) : horloge de l'église (horloge numéro 430, restaurée en 2007 par les Ets Bodet et exposée en mairie ; cette horloge n'a semble-t-il pas été motorisée, comporte deux rouages de sonnerie, un échappement à chevilles et son cadran avant a été mutilé)[12]
51. Ruederbach (1873) : horloge numéro 433, église Saint-Sigismond (restaurée en 2008 par les Ets Bodet et exposée dans l'église)
52. Obersaasheim (1874) : église (horloge numéro 440, avec méridienne)
53. Folgensbourg (1875) : restaurée en 1991 (numéro 475), stockée en mairie
54. Vieux-Ferrette (1876) : horloge de l'église (numéro 477), exposée dans la nef depuis 2008 environ ; il reste aussi une méridienne[13]
55. Bergholtz-Zell (1877) : église (horloge numéro 479)
56. Mulhouse-Dornach (1877) : église St Barthélémy (horloge numéro 480), cette horloge est exposée à l'EHPAD Beau Regard à Mulhouse (restauration par l'entreprise Bodet)
57. Giromagny (1877) : exposée dans l'église, restaurée par Gérard Guilbaud (horloge numéro 482) ; il reste aussi une méridienne[7]
58. Guewenheim (1877) : exposée dans l'église, restaurée par l'entreprise Voegelé (horloge numéro 483)
59. Geishouse (1877) : église (exposée au fond de l'église, horloge numéro 486)
60. Sewen (1877) : église
61. Wintzfelden (1881) : horloge installée le 16 mai 1881 dans l'église Sainte-Odile de Wintzfelden (installation posthume, existe encore en 2014, plaque disparue)

### Horloges non datées, certaines encore en place
Horloges en place :
1. Baldersheim : église (plus de plaque, existe encore en 2014) ;
2. Colmar : synagogue (existe en 2011, pas de plaque, peut-être vers 1850) ;
3. Horloge de la fondation Xavier-Jourdain (Hôpital) à Neuf-Brisach (Horloge, par Adam, Colmar et Duchoiselle, Paris, inventoriée dans la base Mémoire du Ministère de la culture) ;
4. Magstatt-le-bas (Haut-Rhin) : église St Michel (horloge motorisée, existe en 2011[14]) ;
5. Merxheim (Haut-Rhin) : horloge exposée (sans plaque) ;
6. Neuve-Église (Bas-Rhin) : horloge exposée en mairie (photographie en page 82 de l'Annuaire de la Société d'Histoire du val de Villé, année 2007), non motorisée, sans plaque de date (peut-être vers 1850, mais simple hypothèse) ;
7. Riespach : église (pas de plaque, vers 1860-1870) ;
8. Sondersdorf : église (pas de plaque, vers 1860-1870) (avec méridienne) ;
9. Waldighoffen : église (pas de plaque, vers 1860-1870) ;
10. Wintzenheim : synagogue (existe en 2011, pas de plaque, peut-être vers 1850).

Horloges dont certaines n'existent peut-être plus :
1. Bergholtz : église ;
2. Gerbépal (Vosges) : il reste une méridienne Adam[7] et peut-être une horloge ;
3. Goldbach-Altenbach : église Saint-Laurent (les DNA du 24 février 2008 indiquent que l'église porte une méridienne Adam depuis 1837, mais la date est certainement incorrecte)[15] ;
4. Grussenheim (Haut-Rhin) : il reste encore une méridienne et peut-être l'horloge[16] ;
5. Hartmannswiller : il reste une méridienne Adam[7], mais pas l'horloge ;
6. Heidwiller : il reste une méridienne Adam[17] mais pas l'horloge ;
7. Hésingue : il reste une méridienne à la mairie et peut-être une horloge une horloge en mairie ou dans l'église ;
8. Labaroche : il reste une méridienne Adam, mais l'église et l'horloge ont péri pendant la seconde guerre mondiale ;
9. Sigolsheim : église ;
10. Steinbrunn-le-Bas : église Saint-Léger (il reste une méridienne Adam).

### Horloges non datées, qui ne sont plus en place
Les horloges suivantes ne sont pas localisées. Elles peuvent avoir été détruites, reprises par une entreprise, vendue à un collectionneur, etc.
- Andolsheim : mairie (plus en place en 2014, mais était-ce une horloge Adam ?)
- Hirtzbach (Haut-Rhin) : église Saint-Maurice (cette horloge Adam n'existe plus et semble avoir été remplacée par une horloge Ungerer de 1928, numéro 4862 ; une méridienne Adam existe encore) (source : mairie, 2009)
- Widensolen : église, horloge remplacée par une horloge Paget, mais il reste la méridienne Adam

### Méridiennes
Une méridienne est un instrument permettant de mesurer le passage du soleil au méridien. Adam munissait les églises d'une méridienne avec une courbe en huit, pour pouvoir régler ses horloges d'après le temps moyen.

## Autres horloges

### Horloges astronomiques
Adam a réalisé quelques horloges à affichage astronomique. L'une de ces horloges a été vendue vers 1950 et se trouve probablement dans une collection privée. Une autre se trouve dans le bureau du maire de Colmar.

### Pendules d'appartement
Il existe une pendule d'Adam avec un quantième perpétuel.

## Autres travaux
Urbain Adam ne doit pas être confondu avec Eugène Adam, aussi de Colmar, et auteur de plusieurs brevets dans les années 1840 et 1850, notamment de pressoir et de lunettes stéréoscopiques.

### Entraînement de machine à coudre Garcin-Adam
Caroline Garcin et Urbain Adam ont aussi inventé un système pour entraîner une machine à coudre sans pédale (brevet de quinze ans du 5 février 1870 numéro 88808). Ce système comporte en fait une sorte de rouage d'horlogerie, avec plusieurs barillets à ressorts. On trouvera plus d'information ici :
- Le Génie industriel. Revue des inventions françaises et étrangères, annales des progrès de l'industrie agricole et manufacturière, volume 36, 1868, pages 295-297 et planche 466[18]
- Bulletin de la Société industrielle de Mulhouse, volume 59, 1868, page 904-905.
- Le Correspondant, volume 307, 1873, page 1005
- Revue de France, 1872, page 568
- Nouveaux mémoires de la Société des sciences, agriculture et arts du Bas-Rhin, 1868, notamment pages 21 et suivantes (document particulièrement intéressant)
- Comptes rendus hebdomadaires des séances de l'Académie des sciences, volume 75, 1872, pages 1344-1345
- Paul Leroy-Beaulieu : Le travail des femmes au XIXe siècle, 1873, pages 461 et 462[19]
- Le Roy de Sainte Croix : Encore les dames d'Alsace devant l'histoire, la légende, la religion, la patrie et l'art, 1881, page 146
- Cosmos : revue encyclopédique hebdomadaire des progrès des sciences et de leurs applications aux arts et à l'industrie, 1869, pages 256-257
- Les Mondes : revue hebdomadaire des sciences et leurs applications aux arts et à l'industrie, 1872, page 114
- Karen Offen : “Powered by a woman's foot:” A documentary introduction to the sexual politics of the sewing machine in nineteenth-century France, Women’s Studies International Forum, volume 11, Issue 2, 1988, Pages 93–101
- Francesca Myman : The Mechanical Chameleon[20]
- M. V. La Couseuse automate. Faits et documents relatifs au moteur automatique Adam-Garcin, de Colmar, depuis son origine en Alsace jusqu'à sa translation en Picardie, Amiens, 1871, 56 pages

## Médailles
- une médaille de vermeil au concours de Colmar du 27 mai 1860 pour ses horloges (Bulletin de la société départementale d'agriculture du Haut-Rhin, janvier 1860, numéro 3, p. 76)[21]
- une médaille de vermeil au concours régional de Colmar pour son horloge, dans la catégorie des "produits des industries alliées à l'agriculture" (Bulletin de la société départementale d'agriculture du Haut-Rhin, mai 1867, numéro 3, p. 76)

## Divers
Adam semble avoir été disciple de Charles Fourier.